# Championnat FIA GT 2001
Navigation
Édition précédente Édition suivante
La saison 2001 du Championnat FIA GT est la cinquième édition de cette compétition. Elle se déroule du 31 mars au 21 octobre 2001. Elle comprend onze manches dont les 24 Heures de Spa, épreuve qui est incluse dans le championnat FIA GT pour la première fois. Elle a consacré les pilotes français Christophe Bouchut et Jean-Philippe Belloc ainsi que l'équipe française Larbre Compétition.

## Calendrier
| Manche | Course                                     | Circuit                        | Date          |
| ------ | ------------------------------------------ | ------------------------------ | ------------- |
| 1      | Eurosport Super Racing Weekend Monza       | Autodromo Nazionale di Monza   | 31 mars       |
| 2      | Eurosport Super Racing Weekend Brno        | Autodrom Brno Masaryk          | 16 avril      |
| 3      | Eurosport Super Racing Weekend Magny-Cours | Circuit de Nevers Magny-Cours  | 1er mai       |
| 4      | Eurosport Super Racing Weekend Silverstone | Circuit de Silverstone         | 13 mai        |
| 5      | Eurosport Super Racing Weekend Zolder      | Circuit de Zolder              | 20 mai        |
| 6      | Eurosport Super Racing Weekend Budapest    | Hungaroring                    | 1er juillet   |
| 7      | Proximus 24 Heures de Spa                  | Circuit de Spa-Francorchamps   | 4 août 5 août |
| 8      | Eurosport Super Racing Weekend Zeltweg     | A1-Ring                        | 26 août       |
| 9      | Eurosport Super Racing Weekend Nürburgring | Nürburgring                    | 9 septembre   |
| 10     | Eurosport Super Racing Weekend Jarama      | Circuito Permanente Del Jarama | 30 septembre  |
| 11     | Eurosport Super Racing Weekend Estoril     | Autódromo do Estoril           | 21 octobre    |

## Résultats
| Manche | Circuit     | Équipe gagnante GT                                | Équipe gagnante N-GT                                       | Résultats |
| Manche | Circuit     | Pilotes vainqueurs GT                             | Pilotes vainqueurs N-GT                                    | Résultats |
| ------ | ----------- | ------------------------------------------------- | ---------------------------------------------------------- | --------- |
| 1      | Monza       | #1 Lister Storm Racing                            | #69 Autorlando Sport                                       | Résultats |
| 1      | Monza       | Jamie Campbell-Walter Tom Coronel                 | Johnny Cecotto Philipp Peter                               | Résultats |
| 2      | Brno        | #7 Larbre Compétition                             | #77 RWS Motorsport                                         | Résultats |
| 2      | Brno        | Christophe Bouchut Jean-Philippe Belloc           | Luca Riccitelli Dieter Quester                             | Résultats |
| 3      | Magny-Cours | #1 Lister Storm Racing                            | #62 JMB Competition                                        | Résultats |
| 3      | Magny-Cours | Jamie Campbell-Walter Tom Coronel                 | Christian Pescatori David Terrien                          | Résultats |
| 4      | Silverstone | #7 Larbre Compétition                             | #62 JMB Competition                                        | Résultats |
| 4      | Silverstone | Christophe Bouchut Jean-Philippe Belloc           | Christian Pescatori David Terrien                          | Résultats |
| 5      | Zolder      | #7 Larbre Compétition                             | #54 ART Engineering                                        | Résultats |
| 5      | Zolder      | Christophe Bouchut Jean-Philippe Belloc           | Luigi Moccia Fabio Babini                                  | Résultats |
| 6      | Hungaroring | #3 Team Carsport Holland                          | #62 JMB Competition                                        | Résultats |
| 6      | Hungaroring | Mike Hezemans Jeroen Bleekemolen                  | Christian Pescatori David Terrien                          | Résultats |
| 7      | Spa         | #7 Larbre Compétition                             | #77 RWS Motorsport                                         | Résultats |
| 7      | Spa         | Christophe Bouchut Jean-Philippe Belloc Marc Duez | Luca Riccitelli Dieter Quester Antonio García Norman Simon | Résultats |
| 8      | A1-Ring     | #15 Prodrive All-Stars                            | #62 JMB Competition                                        | Résultats |
| 8      | A1-Ring     | Peter Kox Rickard Rydell                          | Christian Pescatori David Terrien                          | Résultats |
| 9      | Nürburgring | #1 Lister Storm Racing                            | #69 Autorlando Sport                                       | Résultats |
| 9      | Nürburgring | Jamie Campbell-Walter Mike Jordan (en)            | Philipp Peter Marco Werner                                 | Résultats |
| 10     | Jarama      | #15 Prodrive All-Stars                            | #62 JMB Competition                                        | Résultats |
| 10     | Jarama      | Rickard Rydell Alain Menu                         | Christian Pescatori David Terrien                          | Résultats |
| 11     | Estoril     | #3 Team Carsport Holland                          | #55 Perspective Racing                                     | Résultats |
| 11     | Estoril     | Mike Hezemans Jeroen Bleekemolen                  | Thierry Perrier Michel Neugarten                           | Résultats |

## Classements
Les points sont doublés lors des 24 Heures de Spa.

### Championnat pilotes
Les points sont octroyés aux 6 premiers classés de chaque catégorie dans l'ordre 10–6–4–3–2–1.

### Championnat des équipes
Les points sont octroyés aux 6 premiers classés de chaque catégorie dans l'ordre 10–6–4–3–2–1. Les points sont obtenus par deux voitures maximum pour chaque équipe.

#### Classements GT
| Pos | Équipe                | Voiture                   | Moteur                     | Mc 1 | Mc 2 | Mc 3 | Mc 4 | Mc 5 | Mc 6 | Mc 7 | Mc 8 | Mc 9 | Mc 10 | Mc 11 | Total |
| --- | --------------------- | ------------------------- | -------------------------- | ---- | ---- | ---- | ---- | ---- | ---- | ---- | ---- | ---- | ----- | ----- | ----- |
| 1   | Larbre Compétition    | Chrysler Viper GTS-R      | Chrysler 8,0 L V10         | 6    | 10   | 6    | 10   | 10   | 6    | 32   | 2    |      | 3     | 4     | 89    |
| 2   | Team Carsport Holland | Chrysler Viper GTS-R      | Chrysler 8,0 L V10         |      | 4    | 1    | 6    | 6    | 14   |      | 10   | 6    |       | 13    | 60    |
| 3   | Lister Storm Racing   | Lister Storm              | Jaguar 7,0 L V12           | 10   | 3    | 12   |      |      | 3    |      | 3    | 11   | 2     | 6     | 50    |
| 4   | Paul Belmondo Racing  | Chrysler Viper GTS-R      | Chrysler 8,0 L V10         | 7    | 6    | 4    | 4    |      | 3    | 6    | 1    | 5    | 10    |       | 46    |
| 5   | Prodrive All-Stars    | Ferrari 550 GTS Maranello | Ferrari 5,9 L V12          |      |      |      |      |      |      |      | 10   | 4    | 10    |       | 24    |
| 6   | Team Rafanelli        | Ferrari 550 GTS Maranello | Ferrari 6,0 L V12          | 2    | 3    | 3    | 2    | 4    |      |      |      |      |       |       | 14    |
| 7   | Paul Belmondo Comp.   | Chrysler Viper GTS-R      | Chrysler 8,0 L V10         |      |      |      | 4    | 3    |      | 4    |      |      | 1     | 1     | 13    |
| 8   | Silver Racing         | Chrysler Viper GTS-R      | Chrysler 8,0 L V10         |      |      |      |      |      |      | 8    |      |      |       |       | 8     |
| 9=  | Team ART              | Chrysler Viper GTS-R      | Chrysler 8,0 L V10         |      |      |      |      | 2    |      |      |      |      |       |       | 2     |
| 9=  | GLPK Racing           | Chrysler Viper GTS-R      | Chrysler 8,0 L V10         |      |      |      |      |      |      | 2    |      |      |       |       | 2     |
| 9=  | Reiter Engineering    | Lamborghini Diablo GT     | Lamborghini 6,0 L V12      |      |      |      |      |      |      |      |      |      |       | 2     | 2     |
| 12= | Autorlando Sport      | Porsche 911 GT2           | Porsche 3,8 L Turbo Flat-6 | 1    |      |      |      |      |      |      |      |      |       |       | 1     |
| 12= | Racing Box            | Chrysler Viper GTS-R      | Chrysler 8,0 L V10         |      |      |      |      | 1    |      |      |      |      |       |       | 1     |

#### Classements N-GT
| Pos | Équipe                | Voiture                  | Moteur               | Mc 1 | Mc 2 | Mc 3 | Mc 4 | Mc 5 | Mc 6 | Mc 7 | Mc 8 | Mc 9 | Mc 10 | Mc 11 | Total |
| --- | --------------------- | ------------------------ | -------------------- | ---- | ---- | ---- | ---- | ---- | ---- | ---- | ---- | ---- | ----- | ----- | ----- |
| 1=† | JMB Competition       | Ferrari 360 Modena N-GT  | Ferrari 3,6 L V8     |      | 6    | 10   | 12   |      | 10   |      | 10   |      | 10    | 4     | 62    |
| 1=  | RWS Motorsport        | Porsche 911 GT3 RS (996) | Porsche 3,6 L Flat-6 | 6    | 10   | 7    | 4    | 4    | 1    | 20   |      | 1    | 6     | 3     | 62    |
| 3   | Freisinger Motorsport | Porsche 911 GT3 RS (996) | Porsche 3,6 L Flat-6 | 2    |      | 3    |      | 6    |      | 12   | 6    | 6    | 3     |       | 38    |
| 4   | ART Engineering       | Porsche 911 GT3 RS (996) | Porsche 3,6 L Flat-6 | 3    |      |      | 6    | 12   | 4    | 4    |      |      | 6     | 2     | 37    |
| 5   | Perspective Racing    | Porsche 911 GT3 RS (996) | Porsche 3,6 L Flat-6 | 4    | 2    |      |      | 3    | 3    | 8    | 2    | 4    |       | 10    | 36    |
| 6   | Larbre Compétition    | Porsche 911 GT3 RS (996) | Porsche 3,6 L Flat-6 | 1    | 7    | 2    | 3    |      | 6    |      | 4    | 3    |       | 6     | 32    |
| 7   | Autorlando Sport      | Porsche 911 GT3 RS (996) | Porsche 3,6 L Flat-6 | 10   | 1    |      |      |      |      |      | 1    | 10   |       |       | 22    |
| 8=  | EMKA Racing           | Porsche 911 GT3 R (996)  | Porsche 3,6 L Flat-6 |      |      |      | 1    |      | 2    |      | 3    |      |       |       | 6     |
| 8=  | Freisinger Racing     | Porsche 911 GT3 RS (996) | Porsche 3,6 L Flat-6 |      |      |      |      |      |      | 6    |      |      |       |       | 6     |
| 10  | Coca-Cola Racing Team | Porsche 911 GT3 RS (996) | Porsche 3,6 L Flat-6 |      |      | 4    |      |      |      |      |      |      |       |       | 4     |
| 11  | Kolber JVG Racing     | Porsche 911 GT3 RS (996) | Porsche 3,6 L Flat-6 |      |      |      |      |      |      |      |      | 2    |       | 1     | 3     |
| 12  | DD Racing             | Porsche 911 GT3 RS (996) | Porsche 3,6 L Flat-6 |      |      |      |      |      |      | 2    |      |      |       |       | 2     |
| 13= | Haberthur Racing      | Porsche 911 GT3 R (996)  | Porsche 3,6 L Flat-6 |      |      |      |      | 1    |      |      |      |      |       |       | 1     |
| 13= | Escuderia Bengala     | Porsche 911 GT3 R (996)  | Porsche 3,6 L Flat-6 |      |      |      |      |      |      |      |      |      | 1     |       | 1     |

† – JMB Competition remporte le championnat des équipes car l'équipe a gagné cinq courses contre deux pour le RWS Motorsport.